# Mispol
Mispol S.A. – polskie przedsiębiorstwo przemysłu spożywczego z siedzibą w Białymstoku, działające głównie w sektorze przetwórstwa mięsnego, w szczególności w zakresie produkcji i dystrybucji pasztetów, konserw mięsnych, smalców, oraz majonezów i musztard. Drugim pionem działalności spółki Mispol S.A. jest produkcja karmy dla zwierząt. Kluczowym działaniem Mispol S.A. jest produkcja Marek Własnych na potrzeby współpracujących sieci handlowych. 

## Struktura
Mispol S.A. jest podmiotem dominującym grupy kapitałowej (Grupa Kapitałowa Mispol) w skład której wchodzą następujące podmioty zależne:
- Mispol Investments sp. z o.o.

- Bono Polska sp. z o.o. w likwidacji z siedzibą w Białymstoku;

- KSK Bono s.r.o. w Hermanicach (Czechy)

- Arteta CZ s.r.o. z siedzibą w Hermanicach (Czechy)

## Działalność
Spółki wchodzące w skład Grupy Kapitałowej Mispol prowadzą głównie działalność w zakresie produkcji i dystrybucji żywności (konserwy, pasztety, dania gotowe, przetwory) oraz karmy dla psów i kotów. Swoje produkty sprzedaje w Polsce, wielu krajach Unii Europejskiej, na Bałkanach, a także na terytorium Rosji, Albanii, Nigerii, Macedonii, Mołdawii, Gruzji i Turcji.
Potencjał technologiczny i logistyczny firmy Mispol to pięć rozbudowanych zakładów, wyposażonych w nowoczesne linie produkcyjne (4 zakłady produkcyjne na terenie Polski i 1 zakład produkcyjny na terenie Czech). Wszystkie wytwórnie podlegają ścisłym reżimom technologicznym i sanitarnym oraz pełnemu monitoringowi (w zgodzie z systemem HACCP).
Działalność poszczególnych spółek grupy:
- Mispol S.A. – produkcja konserw i pasztetów mięsnych (Zakłady Produkcyjne w Białymstoku i w Suwałkach) pod markami własnymi oraz na rzecz dużych sieci handlowych; produkcja karmy dla zwierząt domowych między innymi pod marką Tropi, Tropi Duo i Tropi Premium Line;

- Mispol Investments sp. z o.o. – działalność finansowa i doradztwo w zakresie prowadzenia działalności gospodarczej.

- KSK Bono s.r.o. – produkcja karmy dla psów sprzedawanej pod markami: „Bono”, „Impuls”, „Joly”, oraz karmy dla kotów pod marką „Petty”, a także premiowa karmy dla psów i kotów No 1 Premium.

## Historia
Mispol spółka akcyjna została zarejestrowana przez Sąd Rejonowy w Białymstoku XII Wydział Gospodarczy Krajowego Rejestru Sądowego w dniu 14 sierpnia 2002 r. pod numerem KRS 0000126519. Spółka powstała w wyniku przekształcenia Przedsiębiorstwa Produkcyjno- Handlowego Mispol spółka z ograniczoną odpowiedzialnością z siedzibą w Białymstoku, przy ul. Cisowej 3, zarejestrowanego przez Sąd Rejonowy w Białymstoku XII Wydział Gospodarczy Krajowego Rejestru Sądowego pod nr RHB 1481 (KRS 000041577), prowadzącego działalność gospodarczą od dnia 1 września 1997 r.
22 czerwca 2006 miało miejsce pierwsze notowanie akcji spółki na Giełdzie Papierów Wartościowych w Warszawie. 31 stycznia 2014 Zarząd Giełdy Papierów Wartościowych w Warszawie podjął uchwałę w sprawie wykluczenia akcji spółki z obrotu giełdowego.
W roku 2007 zakład przejął spółki Agrovita oraz Bono.
W 2009 roku po kontroli produktów marki Mispol przez Główny Inspektor Jakości Handlowej Artykułów Rolno-Spożywczych stwierdzono odstępstwa w składzie produktu i niewłaściwe użycie zdjęć na etykietach, zakład odwołał się od tej decyzji.
W 2011 zakład pozyskał strategicznego sponsora NDX Energija.
W październiku wyodrębniono SOOO "Kvinfud" z zasobów spółki Mispol, przejmując sprzedaż mięsa do krajów byłej WNP oraz Korei Południowej. 
W 2013 z firmy został wyodrębniony zakład Arteta Sp. z o. o..
Obecnie jednostką dominującą wyższego szczebla jest UAB NDX Energija z siedzibą w Wilnie, posiadająca 100% akcji Mispol S.A od sierpnia 2016.